# Eimeria
Eimeria is een geslacht van parasitaire eencelligen, behorend tot de familie van de Eimeriidae. Ze veroorzaken onder andere de pluimveeziekte coccidiose. Het geslacht is vernoemd naar de Duitse zoöloog Theodor Eimer.

## Lijst van soorten
- Eimeria abramovi
- Eimeria acervulina
- Eimeria adenoides
- Eimeria ahsata
- Eimeria airculensis
- Eimeria alabamensis
- Eimeria albigulae
- Eimeria alijevi
- Eimeria alpacae
- Eimeria amphisbaeniarum
- Eimeria anatis
- Eimeria anguillae
- Eimeria ankarensis
- Eimeria anseris
- Eimeria arizonensis
- Eimeria arabukosokokensis
- Eimeria arnyi
- Eimeria arundeli
- Eimeria anseris
- Eimeria arkhari
- Eimeria arloingi
- Eimeria aspheronica
- Eimeria auburnensis
- Eimeria augusta
- Eimeria aurati
- Eimeria aythyae
- Eimeria azerbaidschanica
- Eimeria bactriani
- Eimeria bakuensis
- Eimeria bareillyi
- Eimeria baueri
- Eimeria battakhi
- Eimeria beckeri
- Eimeria beecheyi
- Eimeria berkinbaevi
- Eimeria brinkmanni
- Eimeria bombaynsis
- Eimeria bonasae
- Eimeria boschadis
- Eimeria bovis
- Eimeria brantae
- Eimeria brasiliensis
- Eimeria brevoortiana
- Eimeria brinkmanni
- Eimeria brunetti
- Eimeria bucephalae
- Eimeria bufomarini
- Eimeria bukidnonensis
- Eimeria burdai
- Eimeria callospermophili
- Eimeria californicenis
- Eimeria cameli
- Eimeria canadensis
- Eimeria canis
- Eimeria caprina
- Eimeria caprovina
- Eimeria carinii
- Eimeria carpelli
- Eimeria catostomi
- Eimeria catronensis
- Eimeria caviae
- Eimeria cerdonis
- Eimeria citelli
- Eimeria chelydrae
- Eimeria christenseni
- Eimeria clarkei
- Eimeria clethrionomyis
- Eimeria coecicola
- Eimeria colchici
- Eimeria columbae
- Eimeria columbarum
- Eimeria contorta
- Eimeria coturnicus
- Eimeria couesii
- Eimeria crandallis
- Eimeria crassa
- Eimeria curvata
- Eimeria cylindrica
- Eimeria cynomysis
- Eimeria cyprini
- Eimeria dammahensis
- Eimeria danailovi
- Eimeria danielle
- Eimeria debliecki
- Eimeria deserticola
- Eimeria dispersa
- Eimeria dolichotis
- Eimeria dromedarii
- Eimeria duszynskii
- Eimeria ellipsoidalis
- Eimeria elongata
- Eimeria etheostomae
- Eimeria eutamiae
- Eimeria exigua
- Eimeria falciformis
- Eimeria fanthami
- Eimeria farasanii
- Eimeria farra
- Eimeria faurei
- Eimeria fernandoae
- Eimeria ferrisi
- Eimeria filamentifera
- Eimeria franklinii
- Eimeria fraterculae
- Eimeria freemani
- Eimeria fulva
- Eimeria funduli
- Eimeria gallatii
- Eimeria gallopavonis
- Eimeria gasterostei
- Eimeria gilruthi
- Eimeria glenorensis
- Eimeria gokaki
- Eimeria gonzalei
- Eimeria gorakhpuri
- Eimeria granulosa
- Eimeria grenieri
- Eimeria guevarai
- Eimeria hagani
- Eimeria haneki

- Eimeria hasei
- Eimeria hawkinsi
- Eimeria hermani
- Eimeria hindlei
- Eimeria hirci
- Eimeria hoffmani
- Eimeria hoffmeisteri
- Eimeria hybognathi
- Eimeria ictaluri
- Eimeria illinoisensis
- Eimeria innocua
- Eimeria intestinalis
- Eimeria intricata
- Eimeria iroquoina
- Eimeria irresidua
- Eimeria ivitaensis
- Eimeria judoviciani
- Eimeria kinsellai
- Eimeria koganae
- Eimeria kotlani
- Eimeria krijgsmanni
- Eimeria krylovi
- Eimeria kunmingensis
- Eimeria lagopodi
- Eimeria lamae
- Eimeria langebarteli
- Eimeria larimerensis
- Eimeria lateralis
- Eimeria laureleus
- Eimeria lepidosirenis
- Eimeria leucisci
- Eimeria ludoviciani
- Eimeria macusaniensis
- Eimeria magnalabia
- Eimeria marconii
- Eimeria maxima
- Eimeria melanuri
- Eimeria meleagridis
- Eimeria menzbieri
- Eimeria micropteri
- Eimeria minasensis
- Eimeria mitis
- Eimeria monacis
- Eimeria morainensis
- Eimeria moronei
- Eimeria mulardi
- Eimeria muta
- Eimeria myoxi
- Eimeria myoxocephali
- Eimeria natricis
- Eimeria necatrix
- Eimeria neitzi
- Eimeria nieschulzi
- Eimeria nigricani
- Eimeria nocens
- Eimeria nyroca
- Eimeria ojastii
- Eimeria ojibwana
- Eimeria onychomysis
- Eimeria oryzomysi
- Eimeria os
- Eimeria osmeri
- Eimeria ovata
- Eimeria ovinoidalis
- Eimeria palustris
- Eimeria papillata
- Eimeria parvula
- Eimeria pigra
- Eimeria pilarensis
- Eimeria pileata
- Eimeria pipistrellus
- Eimeria phocae
- Eimeria praecox
- Eimeria prionotemni
- Eimeria pseudospermophili
- Eimeria pulchella
- Eimeria pungitii
- Eimeria punonensis
- Eimeria ranae
- Eimeria reedi
- Eimeria reichenowi
- Eimeria ribarrensis
- Eimeria rjupa
- Eimeria rutili
- Eimeria salvelini
- Eimeria saitamae
- Eimeria saudiensis
- Eimeria separata
- Eimeria schachdagica
- Eimeria sevilletensis
- Eimeria sinensis
- Eimeria sipedon
- Eimeria somateriae
- Eimeria spermophili
- Eimeria squali
- Eimeria stiedai
- Eimeria stigmosa
- Eimeria striata
- Eimeria subepithelialis
- Eimeria surki
- Eimeria tamiasciuri
- Eimeria tedlai
- Eimeria tenella
- Eimeria truncata
- Eimeria truttae
- Eimeria uekii
- Eimeria uniungulati
- Eimeria ursini
- Eimeria vilasi
- Eimeria weddelli
- Eimeria weybridgensis
- Eimeria witcheri
- Eimeria vanasi
- Eimeria vermiformis
- Eimeria volgensis
- Eimeria wobati
- Eimeria wyomingensis
- Eimeria yemenensae
- Eimeria yukonensis
- Eimeria zuernii